# Boksjön, Halland
Boksjön är en sjö i Falkenbergs kommun i Halland och ingår i Ätrans huvudavrinningsområde. Sjön är 13 meter djup, har en yta på 0,137 kvadratkilometer och är belägen 111,2 meter över havet. Sjön avvattnas av vattendraget Lillån.

## Delavrinningsområde
Boksjön ingår i det delavrinningsområde (634134-130702) som SMHI kallar för Utloppet av Svarten. Medelhöjden är 125 meter över havet och ytan är 16,08 kvadratkilometer. Det finns inga avrinningsområden uppströms utan avrinningsområdet är högsta punkten. Lillån som avvattnar avrinningsområdet har biflödesordning 3, vilket innebär att vattnet flödar genom totalt 3 vattendrag innan det når havet efter 43 kilometer. Avrinningsområdet består mestadels av skog (79 procent). Avrinningsområdet har 1,54 kvadratkilometer vattenytor vilket ger det en sjöprocent på 9,6 procent.